# The Kingdom (Bush)
The Kingdom è l'ottavo album in studio del gruppo musicale britannico Bush, pubblicato nel 2020.

## Tracce
1. Flowers on a Grave – 3:45
2. The Kingdom – 3:47
3. Bullet Holes – 3:47
4. Ghosts in the Machine – 4:15
5. Blood River – 4:20
6. Quicksand – 3:59
7. Send in the Clowns – 4:13
8. Undone – 5:02
9. Our Time Will Come – 3:50
10. Crossroads – 3:15
11. Words Are Not Impediments – 3:08
12. Falling Away – 3:52

Tracce Bonus
1. Live Another Day (Digital Bonus Bush.com) – 3:35
2. Beware False Prophets (Digital Bonus Bush.com) – 4:40

## Formazione
- Gavin Rossdale – voce, chitarra
- Chris Traynor – chitarra, cori
- Corey Britz – basso, cori
- Gil Sharone - batteria (eccetto tracce 1 e 2)
- Nik Hughes – batteria